# 1964年東京オリンピックの会場

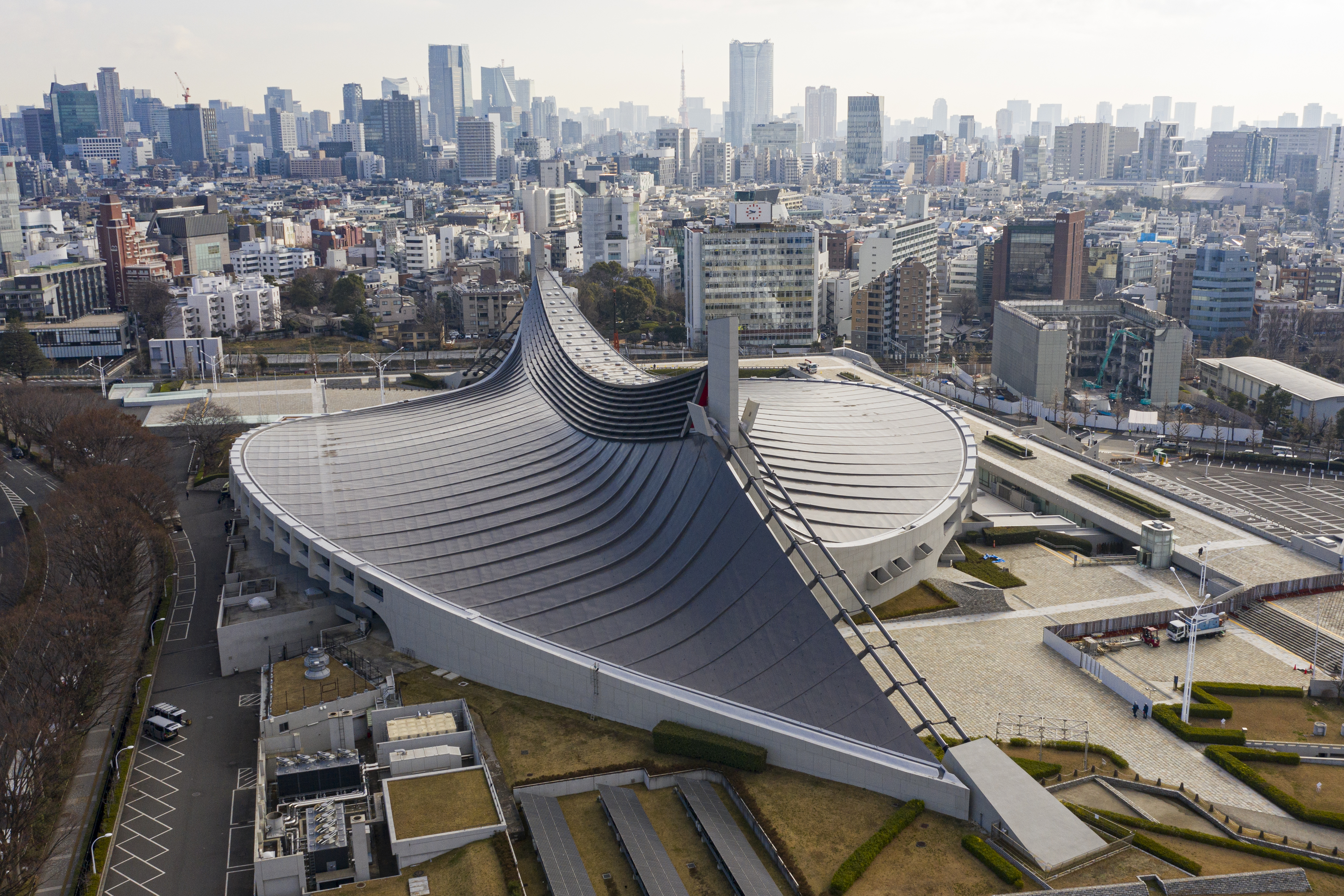
国立代々木競技場は屋内総合競技場として建設され、1964年9月に竣工した

1964年東京オリンピックの会場（1964ねんとうきょうオリンピックのかいじょう）は、開催都市東京の代々木選手村から近い明治神宮外苑、駒沢、代々木の3地区に可能な限り集中するよう配置された。大会のメインスタジアムには、1958年アジア競技大会に向けて建設された国立競技場が使用された。
関西でもサッカー競技において、オリンピックの規定に無い5位決定トーナメントがFIFAの主催で開かれることとなった。
大会のために建設された施設は、オリンピック後もFIFAワールドカップや世界陸上競技選手権大会など大規模なイベントの会場となっており、日本武道館などいくつかの競技施設は東京2020オリンピック・パラリンピックの会場にも選ばれた。

## 競技会場

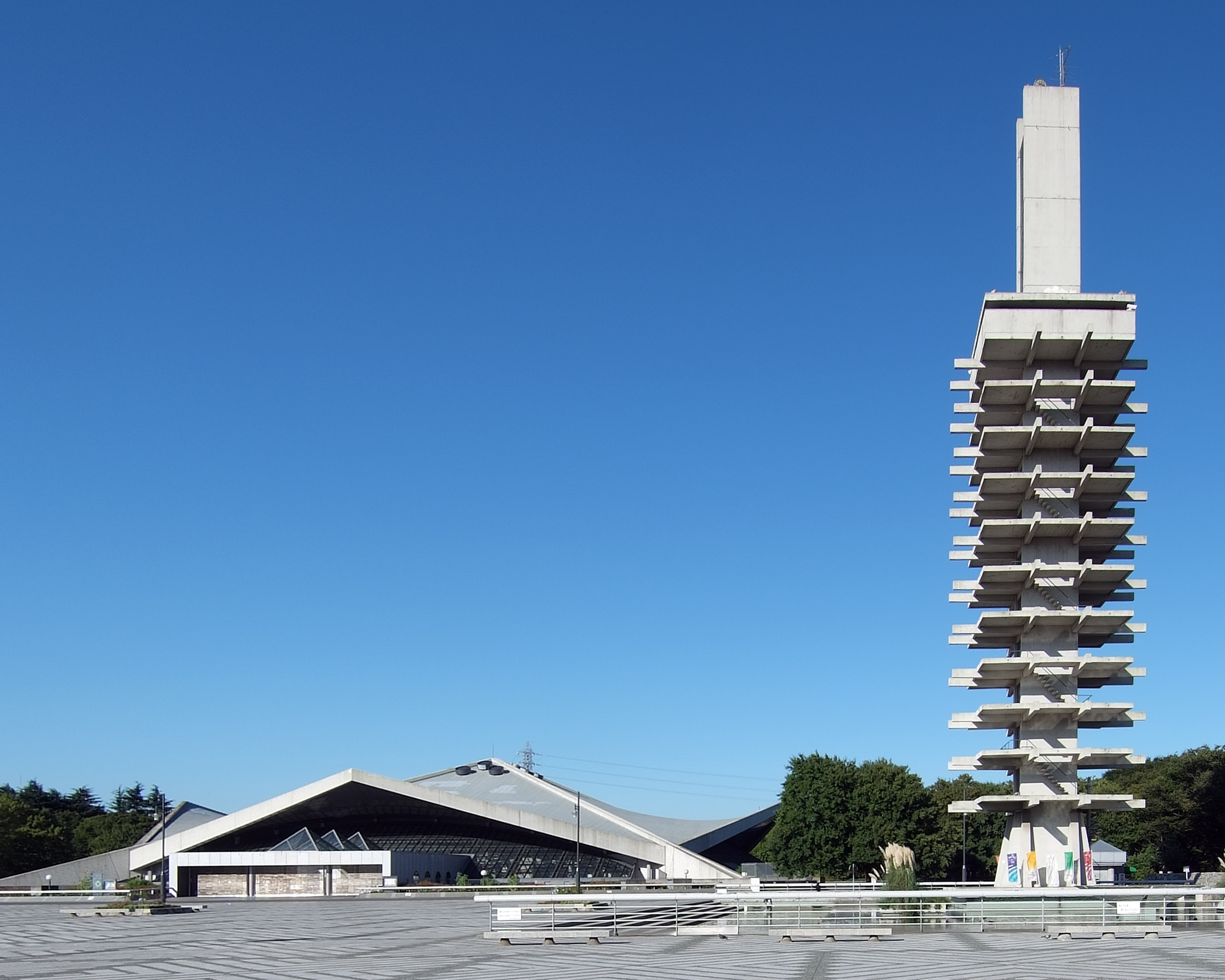
駒沢体育館と管制塔

### 東京都区部
東京オリンピックの競技会場のうち13施設が明治神宮外苑、駒沢総合運動場、代々木スポーツセンターの3地区に集められた。
明治神宮外苑は地区全体が日本のアマチュアスポーツの発展を反映しており、その歴史的意義により、東京オリンピックの競技会場の中心を担う地区に選ばれた。1958年に東京で開催された第3回アジア競技大会でも同じ理由から競技会場の中心として機能し、国立競技場と東京体育館屋内水泳場が会場として使用された。
駒沢総合運動場はオリンピックのために東京都がもともと用意していた土地で、1940年大会の開催は当時の国際情勢により実現しなかったものの、その計画ではオリンピック・スタジアムとなる陸上競技場、水泳競技場、選手村が建設されることになっていた。
日本武道館の柔道競技には旧来の原料である七島藺と稲藁を用いた畳が敷かれた。その後のオリンピックでは、どの国も公平に入手できる化学繊維素材のマットが採用されている。
| 会場                 | 選手村 から | 競技                                   | 収容人数                                  | 建設 | 参照 |
| -------------------- | ----------- | -------------------------------------- | ----------------------------------------- | ---- | ---- |
| 国立競技場           | 4.4         | 開閉会式、陸上競技、馬術、サッカー     | 71,556                                    | 拡張 |      |
| 秩父宮ラグビー場     | 4.3         | サッカー                               | 17,569                                    | 改修 |      |
| 東京体育館           | 4.4         | 体操競技                               | 6,474                                     | 改修 |      |
| 東京体育館屋内水泳場 | 4.4         | 水球                                   | 3,014                                     | 改修 |      |
| 屋内総合競技場本館   | -           | 飛込、近代五種（水泳）、競泳           | 11,112                                    | 新設 |      |
| 屋内総合競技場別館   | -           | バスケットボール                       | 3,929                                     | 新設 |      |
| 渋谷公会堂           | -           | ウエイトリフティング                   | 2,222                                     | 新設 |      |
| 駒沢陸上競技場       | 9.1         | サッカー                               | 20,784                                    | 新設 |      |
| 駒沢体育館           | 9.1         | レスリング                             | 3,875                                     | 新設 |      |
| 駒沢バレーボール場   | 9.1         | バレーボール                           | 3,908                                     | 新設 |      |
| 駒沢ホッケー場       | 9.1         | ホッケー                               | （第一）2,056 （第二）3,432 （第三）2,343 | 新設 |      |
| 早稲田大学記念会堂   | 9.1         | フェンシング、近代五種（フェンシング） | 2,194                                     | 改装 |      |
| 後楽園アイスパレス   | 8.8         | ボクシング                             | 4,464                                     | 改装 |      |
| 日本武道館           | 7.3         | 柔道                                   | 15,176                                    | 新設 |      |
| 馬事公苑             | 9.1         | 馬術                                   | 2,617                                     | 新設 |      |

陸上競技のロード種目はいずれも国立競技場を発着。マラソンと50km競歩は甲州街道を西へ進み府中市にて折り返すコース、20km競歩は明治神宮聖徳記念絵画館周回コース。

### 周辺地域
1940年東京オリンピックのボート競技の会場として開削が始まった戸田漕艇場の建設は、荒川の治水事業の一環であったため、日本が1940年大会の開催権を返上した後も規模を縮小して続行され、1940年に竣工していた。
| 会場                     | 所在地           | 競技                         | 収容人数 | 建設 | 参照 |
| ------------------------ | ---------------- | ---------------------------- | -------- | ---- | ---- |
| 八王子自転車競技場       | 東京都八王子市   | 自転車競技                   | 4,122    | 仮設 |      |
| 朝霞射撃場               | 埼玉県朝霞町     | 近代五種（射撃）、射撃       | 1,200    | 新設 |      |
| 朝霞根津パーク           | 埼玉県朝霞町     | 近代五種（馬術）             | 1,300    | 仮設 |      |
| 戸田漕艇場               | 埼玉県戸田町     | ボート                       | 8,262    | 改修 |      |
| 大宮蹴球場               | 埼玉県大宮市     | サッカー                     | 14,392   | 新設 |      |
| 所沢クレー射撃場         | 埼玉県所沢市     | 射撃                         | 1,284    | 新設 |      |
| 横浜文化体育館           | 神奈川県横浜市   | バレーボール                 | 3,784    | 改装 |      |
| 三ツ沢蹴球場             | 神奈川県横浜市   | サッカー                     | 10,102   | 新設 |      |
| 相模湖                   | 神奈川県相模湖町 | カヌー                       | 1,500    | 新設 |      |
| 江の島ヨットハーバー     | 神奈川県藤沢市   | セーリング                   | -        | 新設 |      |
| 東京大学検見川総合運動場 | 千葉県千葉市     | 近代五種（クロスカントリー） | 1,504    | 仮設 |      |
| 軽井沢総合馬術競技場     | 長野県軽井沢町   | 馬術                         | 1,524    | 仮設 |      |

自転車競技は八王子市で実施され、ロードレースは市街地を中心に一周25kmの特設コースが設置された。

### サッカー競技場
サッカー競技では、関西のファンにも世界レベルのサッカーを見せたいと願う関西サッカー協会の尽力で、オリンピックの規定に無い準々決勝敗退4チームによる5位決定戦（通称: 大阪トーナメント）がFIFAの了解を得て関西で開催された。
| 会場             | 所在地         | 収容人数 | 建設 | 参照   |
| ---------------- | -------------- | -------- | ---- | ------ |
| 国立競技場       | 新宿区         | 71,556   | 拡張 | [ 13 ] |
| 秩父宮ラグビー場 | 港区           | 17,569   | 改修 | [ 13 ] |
| 駒沢陸上競技場   | 世田谷区       | 20,784   | 新設 | [ 14 ] |
| 大宮蹴球場       | 埼玉県大宮市   | 14,392   | 新設 | [ 15 ] |
| 三ツ沢蹴球場     | 神奈川県横浜市 | 10,102   | 新設 | [ 15 ] |
| 西京極陸上競技場 | 京都府京都市   | 10,000   | 既存 |        |
| 長居陸上競技場   | 大阪府大阪市   | 23,000   | 新設 |        |

## 選手村

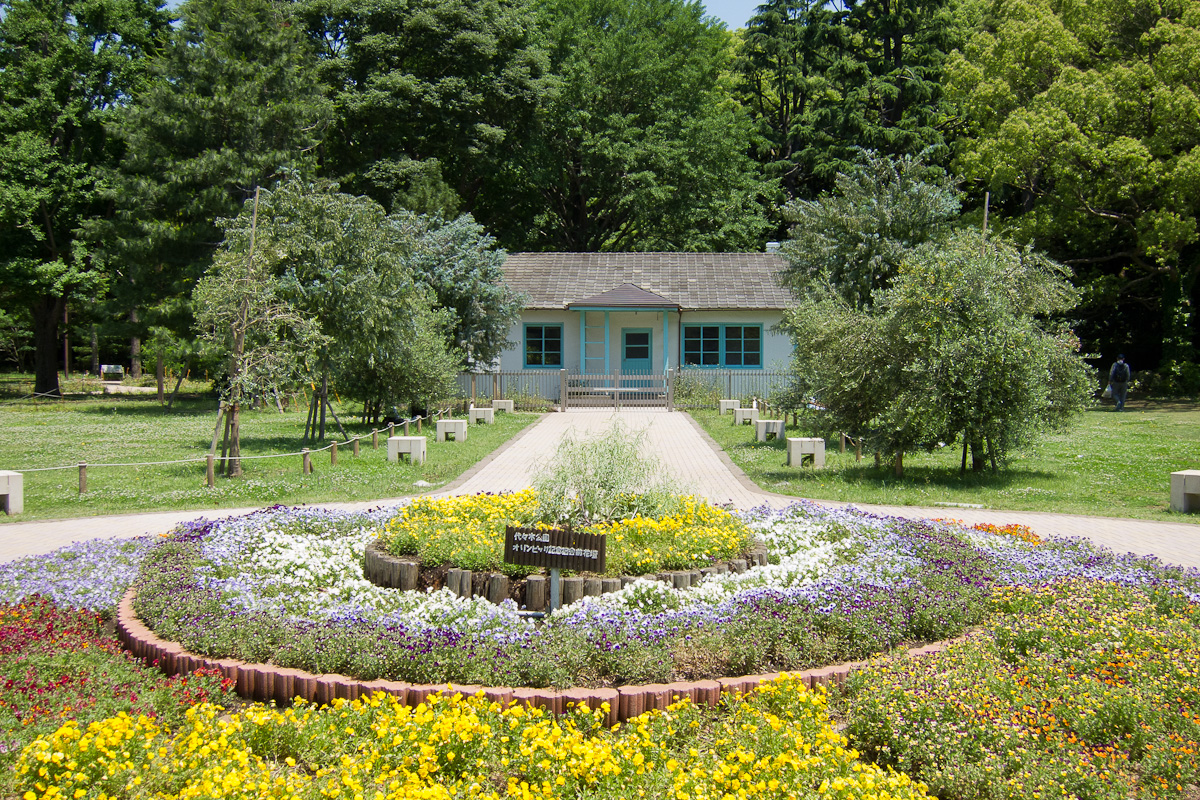
代々木公園内に保存されている選手村宿舎。元はワシントンハイツの宿舎のひとつ。

全面返還された在日米軍施設であるワシントンハイツ内の独身士官向け宿舎を選手村の本村（代々木選手村）として整備し、他に自転車競技の八王子選手村、カヌーの相模湖選手村、セーリングの大磯選手村、総合馬術の軽井沢選手村の計4か所の分村が開村された。
代々木選手村は大会終了後に再整備されて代々木公園として開園した。新築された4階建ての中層共同住宅形式の宿舎は改修され、国立オリンピック記念青少年総合センターとして翌1965年に開業した。

## 会期中
東京体育館屋内水泳場の深さは1.8mで、水球競技中、身長の高いユーゴスラビアの選手は頭を水の上に出して立つことができた。そのため、ハンガリーとイタリアのチームから大会側に苦情が寄せられた。

## レガシー

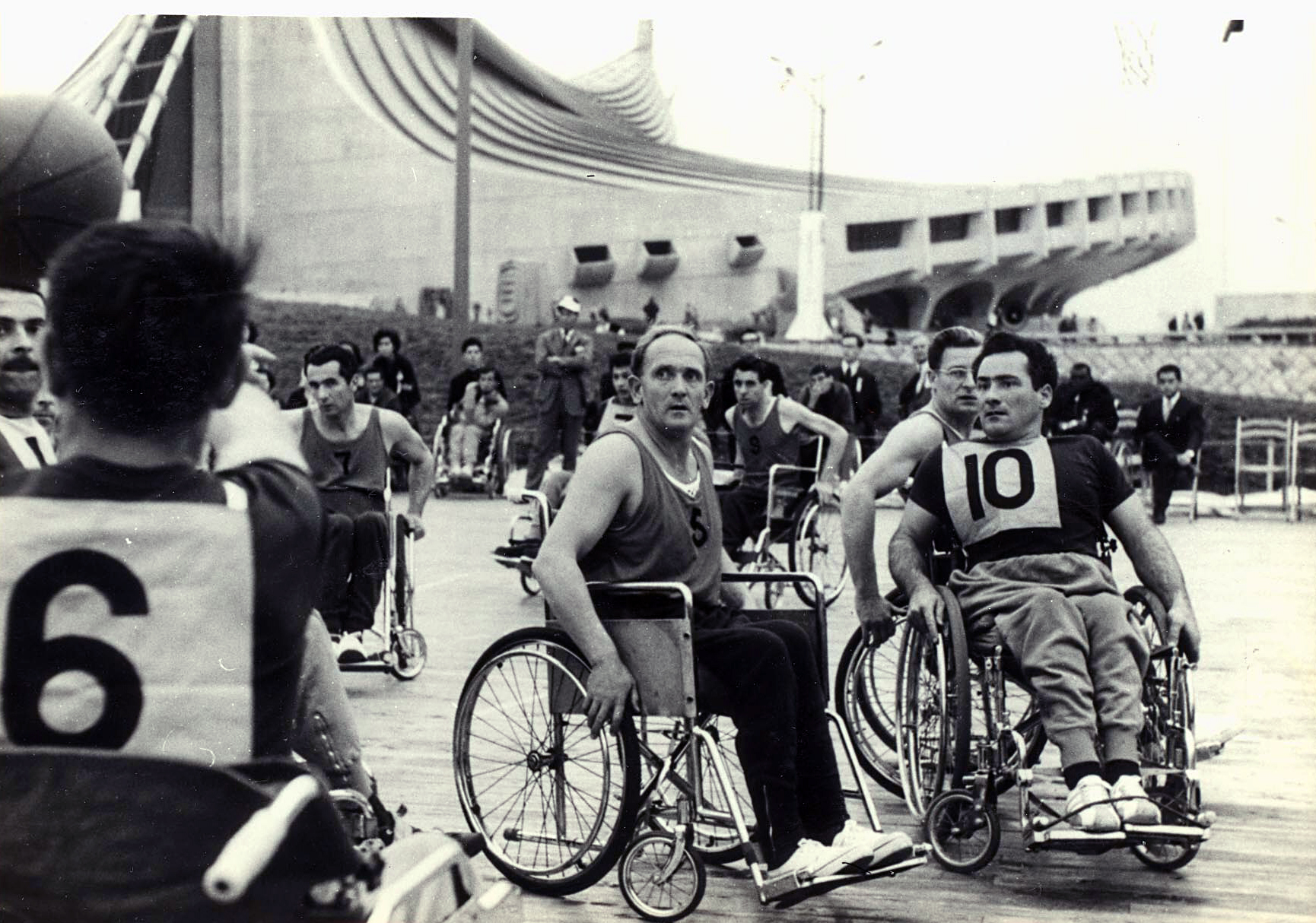
1964年東京パラリンピックの車いすバスケットボール。奥は国立代々木競技場第一体育館。

東京オリンピックの競技会場は、オリンピック後も多くの競技大会に使用されている。総合競技大会としては、1967年夏季ユニバーシアードが東京で開催され、オリンピックの会場がそのまま使用された。東京2020オリンピック・パラリンピックでも、1964年大会を継承するエリアを「ヘリテッジゾーン」として、日本武道館などいくつかの競技施設が再びオリンピックの会場に選ばれた。
競技別の国際大会では、国立競技場が1991年世界陸上競技選手権大会の主会場を担った。東京オリンピックがこけら落としとなった大阪の長居陸上競技場は、2002年FIFAワールドカップの開催スタジアムの1つとなり、準々決勝を含む3試合が行われた。同競技場を主会場とした2007年世界陸上競技選手権大会も開催された。

### 文化財として
東京オリンピックのために建設された国立代々木競技場第一・第二体育館は丹下健三による設計で、戦後モダニズム建築の傑作とされる。吊り構造が採用され、観客を競技に集中させるため観客席に柱を持たない独特の構造になっている。